# Novoandriivka, Vasîlkivka
Novoandriivka (în ucraineană Новоандріївка) este un sat în comuna Zelenîi Hai din raionul Vasîlkivka, regiunea Dnipropetrovsk, Ucraina.

## Demografie
Componența lingvistică a localității Novoandriivka
     Ucraineană (95,68%)
     Rusă (4,01%)
Conform recensământului din 2001, majoritatea populației localității Novoandriivka era vorbitoare de ucraineană (95,68%), existând în minoritate și vorbitori de rusă (4,01%).